# Park Eun-hye
Park Eun-hye (hangeul: 박은혜; Incheon, 21 febbraio 1978) è un'attrice sudcoreana.

## Carriera
Park Eun-hye entra nell'industria dell'intrattenimento nel 1998, ma diventa famosa solo nel 2003 grazie ad un ruolo secondario nel serial Dae Jang-geum, che ebbe un incredibile successo in tutta l'Asia. Si impone come icona della Korean Wave con un altro serial storico, Yi San (2007), e con il drama taiwanese Shenqingmima. Nel 2008 recita gratuitamente nella pellicola Bamgwa nat di Hong Sang-soo, ricevendo il premio di miglior attrice ai Busan Film Critics Awards, primo riconoscimento in dieci anni di carriera. L'anno successivo interpreta una femme fatale nel serial Bunhong lipstick.
Park è anche conduttrice di alcuni variety show, come Ije mannareo gamnida dal 2011 e Beauty yeo-wang dal 2012.

## Vita privata
Park Eun-hye sposò l'imprenditore Kim Han-sup il 27 aprile 2008 all'Hotel Shilla di Seul. Hanno avuto due gemelli nel 2011.

## Filmografia parziale

### Televisione
- LA Arirang (LA아리랑) – serie TV (1995)
- Dae Jang-geum (대장금) – serie TV (2003-2004)
- Jag-eun assideul (작은 아씨들) – serie TV (2004)
- Seomma-eul seonsaengnim (섬마을 선생님) – serie TV (2004)
- Yeor-yeodeolb, seumul-aheup (열여덟, 스물아홉) – serie TV (2005)
- Bulkkonnor-i (불꽃놀이) – serie TV (2006)
- Shenqingmima (深情密码) – serie TV (2006)
- Nappeun yeoja chakhan yeoja (나쁜 여자 착한 여자) – serie TV (2007)
- Yi San (이산) – serie TV (2007)
- Bunhong lipstick (분홍 립스틱) – serie TV (2010)
- Du yeoja-ui bang (두 여자의 방) – serie TV (2013-2014)
- Mystic Pop-up Bar (쌍갑포차?) – serie TV, episodi 1, 9-10 (2020)
- L'affetto reale (연모) – serie TV (2021)

### Cinema
- Jjikhimyeon jukneunda (찍히면 죽는다), regia di Kim Gi-hun e Kim Jong-seok (2000)
- Gidari ajeossi (키다리 아저씨), regia di Gong Jeong-shik (2005)
- 2wol 29il (2월 29일), regia di Jeong Jong-hoon (2006)
- Haebaragi (해바라기), regia di Kang Seok-beom (2006)
- Bamgwa nat (밤과 낮), regia di Hong Sang-soo (2008)
- Wiheomhan sanggyeollye 2 (위험한 상견례 2), regia di Kim Jin-young (2015)